# Real Ear to Coupler Difference
Die RECD (Real Ear to Coupler Difference) ist ein Begriff aus der Audiologie, der bei einer bestimmten Art der Anpassung von Hörgeräten an die Bedürfnisse des Trägers relevant ist.
Um zu überprüfen, ob das Hörgerät für jede Frequenz und Intensität des Eingangssignals die gewünschte Verstärkung liefert, kann der resultierende Schall direkt im Ohr des Patienten oder in einem Gehörgangsmodell (Coupler) vermessen werden. Zwischen diesen beiden Messorten bestehen in der Regel Unterschiede im Resonanz- und Schallschluckverhalten, so dass die Messung im Gehörgangsmodell die Realität nur beschränkt wiedergeben kann. Um den Patienten nicht unnötig zu belasten, ist es angeraten, vorrangig auf die Modellmessung zurückzugreifen. Der Einfluss der genannten Unterschiede im Resonanz- und Schallschluckverhalten kann verkleinert werden, wenn diese in Form der RECD zunächst (bei vergleichsweise kleinem Zeitaufwand) gemessen und dann aus den Ergebnissen der Modellmessung herausgerechnet werden.